# Pine Prairie
Pine Prairie – wieś w Stanach Zjednoczonych, w stanie Luizjana, w parafii Evangeline.